# Goto Predestinatsia
Goto Predestinatia (russe : Гото Предестинация, littéralement la Prévoyance de Dieu) est un navire de ligne de la Marine impériale russe de 58 canons. Il a été construit à l'initiative de Pierre Ier le Grand et lancé le 27 avril 1700 à Voronej.

## Histoire
Il a été construit au chantier naval l'Arsenal de Voronej (à Tavrovo). Il est devenu le premier vaisseau de ligne russe de quatrième rang, selon le classement de la Royal Navy en 1706, et entièrement réalisé sans aucune participation d'experts étrangers. Il fit partie de l'effort de guerre prévue contre l'Empire ottoman.
Il a été le vaisseau amiral de la flotte de la mer d'Azov. Après l'échec de la Guerre russo-turque de 1710-1711 et la perte d'Azov le navire a été vendu en 1712 à l'Empire ottoman.

## La réplique du Goto Predestinatsia de 2014
Le navire musée présente des expositions sur la vie et les campagnes militaires des marins du 18e siècle, ainsi que de nombreux objets de la vie quotidienne à bord, des costumes d'époque...

## Galerie
|                 |
| Gravure de 1701 |

|                     |
| Amirauté de Voronej |

|                            |
| Goto Predestinatsia (1701) |

|                             |
| Aquarelle de Pieter Bergman |